# 37
Il 37 (XXXVII in numeri romani) è un anno  del I secolo.

## Eventi

### Impero romano
- 16 marzo: l'imperatore Tiberio muore in circostanze misteriose, forse assassinato dal nipote Caligola o dal prefetto del pretorio Macrone. Alla notizia del decesso, i cittadini dell'impero festeggiano poiché il sovrano era odiato dal popolo.
- 18 marzo: Gaio Giulio Cesare Germanico, più noto come Caligola, diviene Imperatore romano grazie all'appoggio del popolo e del Senato (che va contro il volere del defunto imperatore Tiberio). Caligola cerca subito di dare una natura divina alla sua carica, ma innesca un conflitto fra lui e la classe senatoria che lo ha appena fatto salire al potere.
- 9 aprile: un terremoto devasta la città di Antiochia di Siria.

### Religioni
- Secondo il Credo Calcedoniano in quest'anno fu fondata la Chiesa ortodossa siriaca.

## Nati
- 15 dicembre - Nerone, imperatore romano († 68)
- Vitellio Petroniano, politico romano († 53)

## Morti
- 16 marzo - Tiberio, militare e imperatore romano (n. 42 a.C.)
- 1º maggio - Antonia minore, nobildonna romana (n. 36 a.C.)
- Lucio Arrunzio, politico e senatore romano
- Gaio Ottavio Lenate, magistrato romano
- Marco Giunio Silano, politico e militare romano (n. 26 a.C.)

## Calendario
| Calendario 37 | Calendario 37 | Calendario 37 | Calendario 37 | Calendario 37 | Calendario 37 | Calendario 37 | Calendario 37 | Calendario 37 | Calendario 37 | Calendario 37 | Calendario 37 | Calendario 37 | Calendario 37 | Calendario 37 | Calendario 37 | Calendario 37 | Calendario 37 | Calendario 37 | Calendario 37 | Calendario 37 | Calendario 37 | Calendario 37 | Calendario 37 | Calendario 37 | Calendario 37 | Calendario 37 | Calendario 37 | Calendario 37 | Calendario 37 | Calendario 37 | Calendario 37 | Calendario 37 |
| ------------- | ------------- | ------------- | ------------- | ------------- | ------------- | ------------- | ------------- | ------------- | ------------- | ------------- | ------------- | ------------- | ------------- | ------------- | ------------- | ------------- | ------------- | ------------- | ------------- | ------------- | ------------- | ------------- | ------------- | ------------- | ------------- | ------------- | ------------- | ------------- | ------------- | ------------- | ------------- | ------------- |
|               | 1             | 2             | 3             | 4             | 5             | 6             | 7             | 8             | 9             | 10            | 11            | 12            | 13            | 14            | 15            | 16            | 17            | 18            | 19            | 20            | 21            | 22            | 23            | 24            | 25            | 26            | 27            | 28            | 29            | 30            | 31            |               |
| Gennaio       | Ma            | Me            | Gi            | Ve            | Sa            | Do            | Lu            | Ma            | Me            | Gi            | Ve            | Sa            | Do            | Lu            | Ma            | Me            | Gi            | Ve            | Sa            | Do            | Lu            | Ma            | Me            | Gi            | Ve            | Sa            | Do            | Lu            | Ma            | Me            | Gi            |               |
| Febbraio      | Ve            | Sa            | Do            | Lu            | Ma            | Me            | Gi            | Ve            | Sa            | Do            | Lu            | Ma            | Me            | Gi            | Ve            | Sa            | Do            | Lu            | Ma            | Me            | Gi            | Ve            | Sa            | Do            | Lu            | Ma            | Me            | Gi            |               |               |               |               |
| Marzo         | Ve            | Sa            | Do            | Lu            | Ma            | Me            | Gi            | Ve            | Sa            | Do            | Lu            | Ma            | Me            | Gi            | Ve            | Sa            | Do            | Lu            | Ma            | Me            | Gi            | Ve            | Sa            | Do            | Lu            | Ma            | Me            | Gi            | Ve            | Sa            | Do            |               |
| Aprile        | Lu            | Ma            | Me            | Gi            | Ve            | Sa            | Do            | Lu            | Ma            | Me            | Gi            | Ve            | Sa            | Do            | Lu            | Ma            | Me            | Gi            | Ve            | Sa            | Do            | Lu            | Ma            | Me            | Gi            | Ve            | Sa            | Do            | Lu            | Ma            |               |               |
| Maggio        | Me            | Gi            | Ve            | Sa            | Do            | Lu            | Ma            | Me            | Gi            | Ve            | Sa            | Do            | Lu            | Ma            | Me            | Gi            | Ve            | Sa            | Do            | Lu            | Ma            | Me            | Gi            | Ve            | Sa            | Do            | Lu            | Ma            | Me            | Gi            | Ve            |               |
| Giugno        | Sa            | Do            | Lu            | Ma            | Me            | Gi            | Ve            | Sa            | Do            | Lu            | Ma            | Me            | Gi            | Ve            | Sa            | Do            | Lu            | Ma            | Me            | Gi            | Ve            | Sa            | Do            | Lu            | Ma            | Me            | Gi            | Ve            | Sa            | Do            |               |               |
| Luglio        | Lu            | Ma            | Me            | Gi            | Ve            | Sa            | Do            | Lu            | Ma            | Me            | Gi            | Ve            | Sa            | Do            | Lu            | Ma            | Me            | Gi            | Ve            | Sa            | Do            | Lu            | Ma            | Me            | Gi            | Ve            | Sa            | Do            | Lu            | Ma            | Me            |               |
| Agosto        | Gi            | Ve            | Sa            | Do            | Lu            | Ma            | Me            | Gi            | Ve            | Sa            | Do            | Lu            | Ma            | Me            | Gi            | Ve            | Sa            | Do            | Lu            | Ma            | Me            | Gi            | Ve            | Sa            | Do            | Lu            | Ma            | Me            | Gi            | Ve            | Sa            |               |
| Settembre     | Do            | Lu            | Ma            | Me            | Gi            | Ve            | Sa            | Do            | Lu            | Ma            | Me            | Gi            | Ve            | Sa            | Do            | Lu            | Ma            | Me            | Gi            | Ve            | Sa            | Do            | Lu            | Ma            | Me            | Gi            | Ve            | Sa            | Do            | Lu            |               |               |
| Ottobre       | Ma            | Me            | Gi            | Ve            | Sa            | Do            | Lu            | Ma            | Me            | Gi            | Ve            | Sa            | Do            | Lu            | Ma            | Me            | Gi            | Ve            | Sa            | Do            | Lu            | Ma            | Me            | Gi            | Ve            | Sa            | Do            | Lu            | Ma            | Me            | Gi            |               |
| Novembre      | Ve            | Sa            | Do            | Lu            | Ma            | Me            | Gi            | Ve            | Sa            | Do            | Lu            | Ma            | Me            | Gi            | Ve            | Sa            | Do            | Lu            | Ma            | Me            | Gi            | Ve            | Sa            | Do            | Lu            | Ma            | Me            | Gi            | Ve            | Sa            |               |               |
| Dicembre      | Do            | Lu            | Ma            | Me            | Gi            | Ve            | Sa            | Do            | Lu            | Ma            | Me            | Gi            | Ve            | Sa            | Do            | Lu            | Ma            | Me            | Gi            | Ve            | Sa            | Do            | Lu            | Ma            | Me            | Gi            | Ve            | Sa            | Do            | Lu            | Ma            |               |